# Талас (Алматинская область)
Талас (каз. Талас, до 199? г. - Кошкар) — село в Райымбекском районе Алматинской области Казахстана. Входит в состав Шалкодинского сельского округа. Код КАТО — 195875200.

## Население
В 1999 году население села составляло 1718 человек (868 мужчин и 850 женщин). По данным переписи 2009 года, в селе проживали 1682 человека (858 мужчин и 824 женщины).

## Топографические карты
- Лист карты K-44-28 Карасаз. Масштаб: 1 : 100 000. Состояние местности на 1986 год. Издание 1991 г.